# Neothremma andersoni
Neothremma andersoni är en nattsländeart som beskrevs av Wiggins 1975. Neothremma andersoni ingår i släktet Neothremma och familjen Uenoidae. Inga underarter finns listade i Catalogue of Life.